# Volkswagen Sharan: Pack 'n Puzzle
Volkswagen Sharan: Pack 'n Puzzle es un videojuego de lógica desarrollado por Ad Games y publicado por Volkswagen. Es un juego publicitario creado para promocionar la primera generación del Volkswagen Sharan.

## Jugabilidad
El objetivo es poner cosas (personas, animales, objetos) en la camioneta y colocarlas de modo que todo encaje. Algunas cosas deben combinarse para ocupar menos espacio en el automóvil, por ejemplo, puede colocar a un niño pequeño en un cochecito de bebé. Hay cinco niveles en total. La idea detrás de esto es mostrar cuánto espacio tiene para ofrecer un Sharan.